# 上唐駅
上唐駅（サンダンえき）は大韓民国忠清北道陰城郡にかつて存在した、大韓民国鉄道庁の駅である。

## 歴史
- 1957年9月6日：開業[1]。
- 1969年8月1日：無人化[2]
- 1974年8月15日：廃止[3]。